# Прямоволосник туполистий
Прямоволосник туполистий (Orthotrichum obtusifolium) — вид мохів порядку прямоволосникальних (Orthotrichales).

## Поширення
Батьківщиною є Європа, Північна Америка, Азія.
Населяє стовбури тополі, ялівцю, осики, основи чагарникових дубів, днища річок; від низьких до високих (10–2000 м).

## Галерея

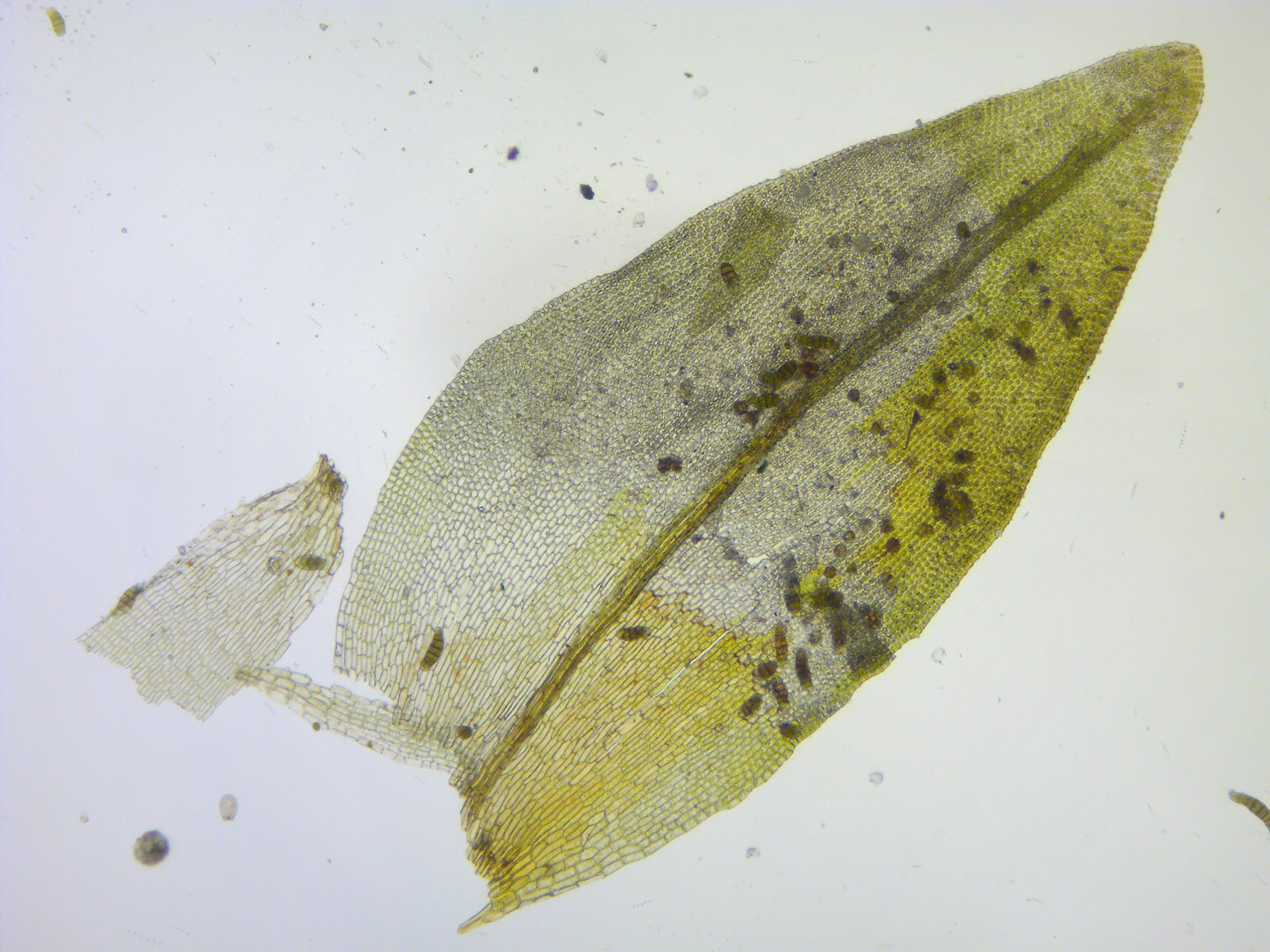
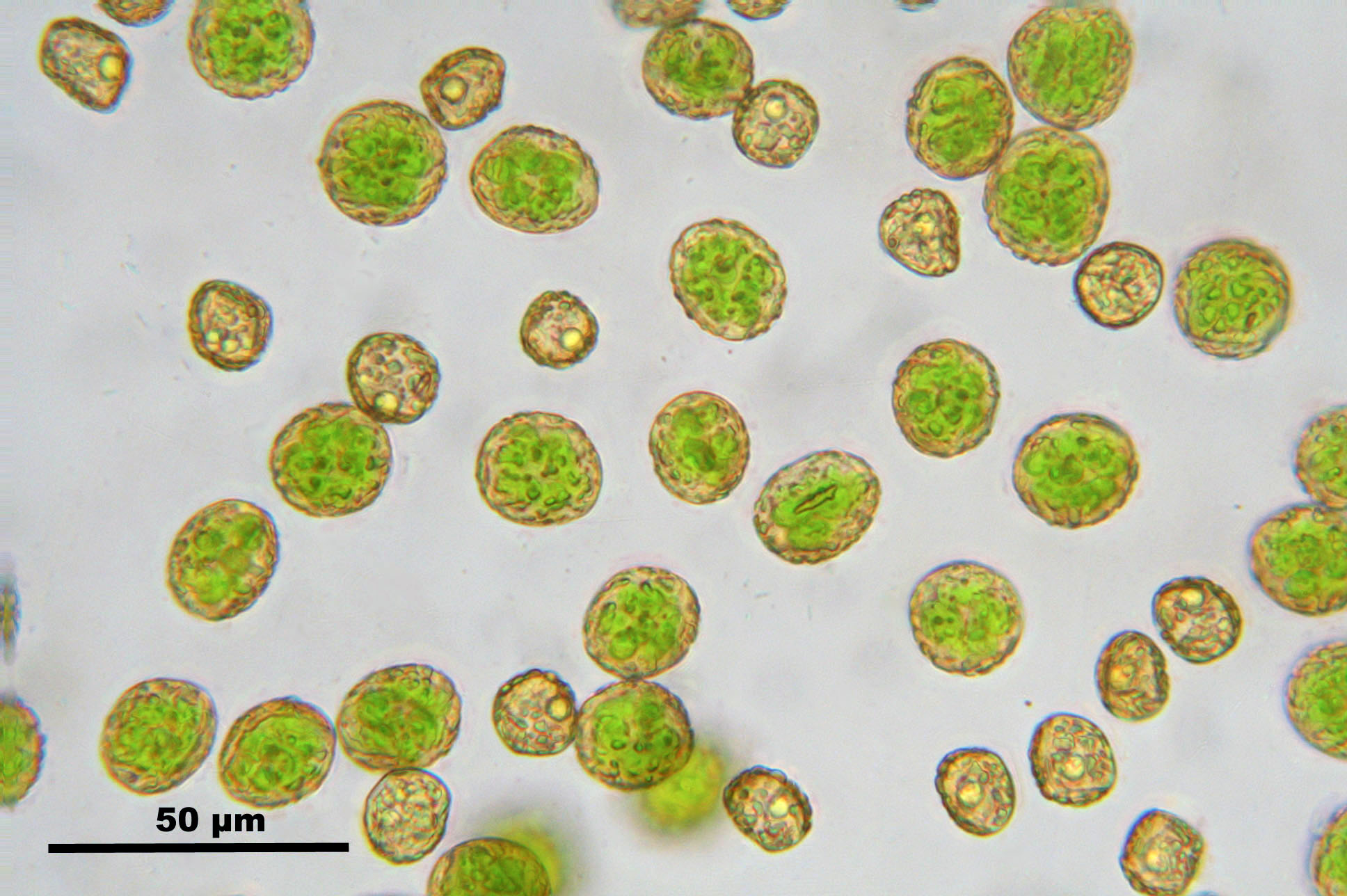

## Характеристика
Рослини 0.3–1.4 см. Стеблові листки в сухому стані прямовисно-притиснуті, від яйцеподібних до яйцювато-ланцетних, 1.4–2 мм; краї прямо-загнуті, цілісні; верхівка тупа. Спеціалізоване безстатеве розмноження гемами на обох поверхнях листка. Статевий стан дводомний. Коробочкові ніжки 0.5 мм. Коробочка видовжено-циліндрична, 1.6–2 мм, сильно 8-ребриста до основи. Спори 20–25 мкм.